# コアビタシオン
コアビタシオン（フランス語: cohabitation）は、フランス語で「同居」「同棲」を意味する名詞。転じて、フランス第五共和政において、所属勢力の異なる大統領と首相が共存する状態を指す。通常、右派政党の大統領と左派政党の首相、逆に左派政党の大統領と右派政党の首相のような組み合わせに用いられ、保革共存政権などとも呼ぶ。

## 概説
フランス第五共和制下での政治体制において大統領は、首相任免権による行政権の掌握や、議会解散権などの強大な権限を有する。一方で首相は大統領に対するのに加えて、議会（下院）に対しても責任を負う。
大統領の所属勢力と議会の多数派勢力が異なる場合、首相任命権をもつ大統領は首相選任にあたり、議会からの信任を獲得して円滑な議会運営を維持するために、自身の所属していない議会多数派の勢力から首相を選任する必要が発生する。
このように、所属勢力の異なる大統領と首相が共存する状態をコアビタシオンと呼ぶ。大統領の権限には首相の同意が必要なものも少なくないため（例えば法案拒否権）、大統領はコアビタシオンの状況下ではその影響力が相対的に縮小することになる。
| コアビタシオン                                | 大統領                           | 首相                                     |
| --------------------------------------------- | -------------------------------- | ---------------------------------------- |
| 第1次コアビタシオン （1986年3月 - 1988年5月） | フランソワ・ミッテラン（社会党） | ジャック・シラク（共和国連合）           |
| 第2次コアビタシオン （1993年3月 - 1995年7月） | ミッテラン（社会党）             | エドゥアール・バラデュール（共和国連合） |
| 第3次コアビタシオン （1997年3月 - 2002年5月） | シラク（共和国連合）             | リオネル・ジョスパン（社会党）           |

なお、2017年にエマニュエル・マクロンが大統領に就任すると、共和党（共和国連合の後身）は議席数を減らしていったが、6代の首相のうちエドゥアール・フィリップ、ジャン・カステックス（首相就任時に離党）、ミシェル・バルニエの3人は同党に所属し、同党自体は大統領の所属勢力でも議会多数派でもないにもかかわらず首相に選任されている。これは、前述のような左右2派の対立構造とは異なる状況によるものである。